# Prisión de San Antonio
La Prisión de San Antonio o Internado Judicial de la Región Insular es un centro de detención venezolano.

## Ubicación
La institución está ubicada en la Isla de Margarita, frente a la costa de Venezuela, a unos 8 kilómetros al oeste de Porlamar.

## Historia
Fue construido entre 1980 y 1984 para 550 reclusos. Actualmente tiene más de 2.000 presos. En 2011, The New York Times informó que los reclusos tenían una piscina y las visitas femeninas iban y venían constantemente. Se dice que muchos presos en prisión portan armas pesadas. Muchos prisioneros extranjeros están recluidos allí debido al Narcotráfico.
Teófilo Rodríguez alias El Conejo fue arrestado en 2003 y estuvo recluido en dicha cárcel, pronto se volvió el pran de dicho lugar. Dentro del recinto penitenciario, gran parte de los presos se tatuaron el logo del conejo de Playboy, en homenaje a Teófilo. También existían murales con retratos de El Conejo con Hugo Chávez. Dos días después del asesinato de El Conejo en 2016, los presos que se encontraban en la Prisión, subieron a la azotea y despidieron a Teófilo con disparos al aire. Tras este incidente hubo un traslado masivo de prisioneros a otras cáceles de Venezuela. A pesar de este cierre, la cárcel ha seguido funcionando sin ser reabierta oficialmente.